# It's Tough to Be Famous
Pour plus de détails, voir Fiche technique et Distribution.
Its Tough to be Famous est un film américain pré-Code réalisé par Alfred E. Green et sorti en 1932.

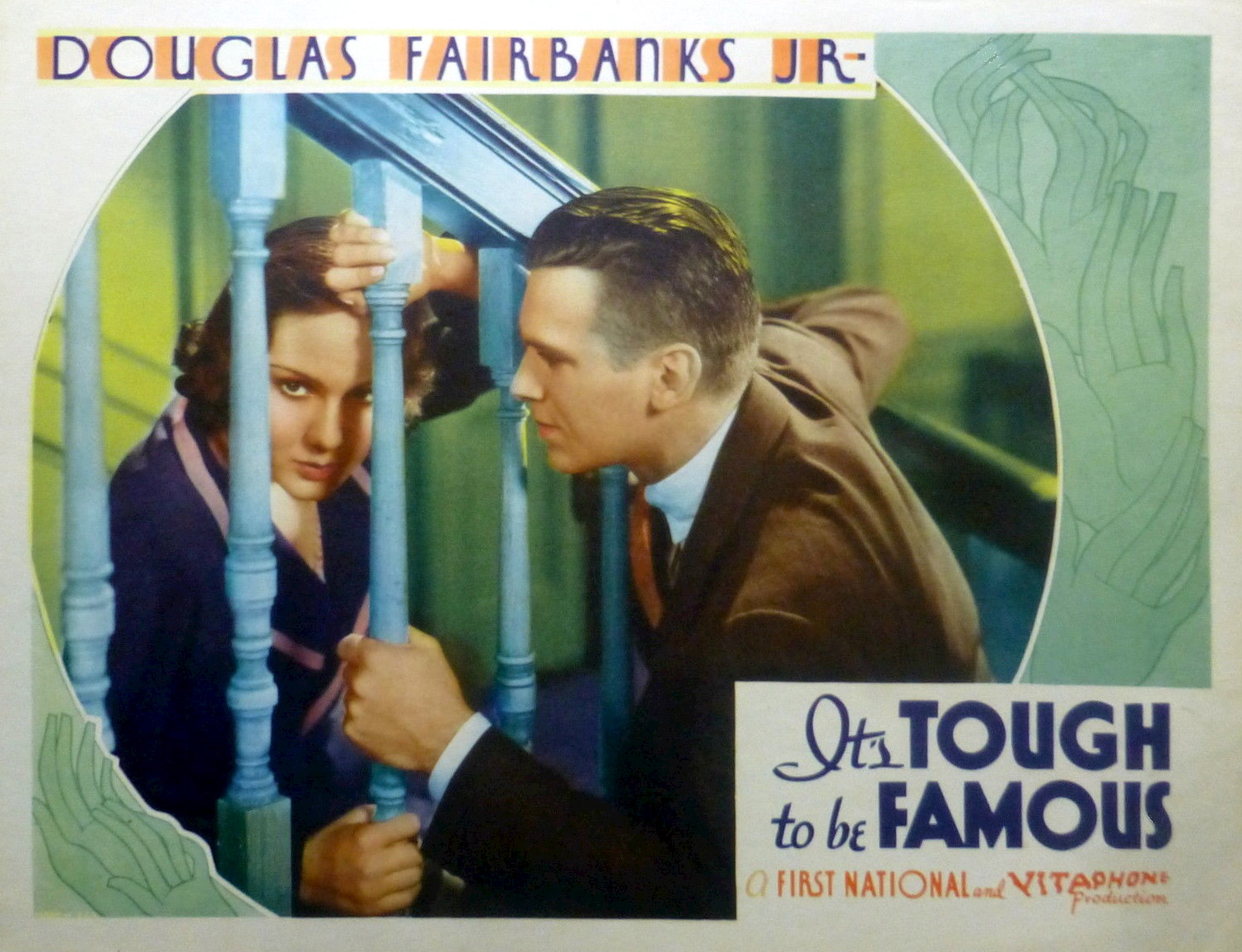
Carte promotionnelle du film.

Le scénario du film s'inspire librement de la carrière de l'aviateur Charles Lindbergh.

## Synopsis
Un héros de la Première Guerre mondiale se voit propulsé de l'ombre à une célébrité soudaine, et a du mal à se recentrer sur ce qui est important dans sa vie.

## Fiche technique
- Réalisation : Alfred E. Green
- Scénario : Robert Lord d'après le roman The Goldfish Bowl de Mary C. McCall, Jr.
- Photographie : Byron Haskin, Sol Polito
- Montage : Ray Curtiss
- Musique : Leo F. Forbstein
- Production : First National Pictures
- Distributeur : Warner Bros. Pictures, Inc.
- Durée : 79 minutes
- Date de sortie : 
  - États-Unis : 2 avril 1932

## Distribution
- Douglas Fairbanks Jr. : Scott 'Scotty' McClenahan
- Mary Brian : Janet Porter McClenahan
- Harold Minjir : Sutter
- Emma Dunn : 'Moms' McClenahan
- Walter Catlett : Joseph Craig 'Joe' Chapin
- David Landau : Chief Petty Officer Steve Stevens
- Oscar Apfel : S.J. Boynton
- J. Carrol Naish : Lt. Blake
- Louise Beavers : Ada
- Lilian Bond : Edna Jackson